# Mimosa tejupilcana
Mimosa tejupilcana là một loài thực vật có hoa trong họ Đậu. Loài này được R. Grether & Martínez-Bernal miêu tả khoa học đầu tiên năm 1996.